# Childia macroposthium
Childia macroposthium är en plattmaskart som först beskrevs av Steinböck 1931.  Childia macroposthium ingår i släktet Childia och familjen Childiidae. Arten är reproducerande i Sverige. Inga underarter finns listade i Catalogue of Life.